# Championnat du Maroc de football 2008-2009
Navigation
Botola
2007-2008 Botola
2009-2010
La saison 2008-2009 est la 93e édition du championnat du Maroc de football. Elle voit la victoire du Raja CA qui remporte le 9e titre de son histoire.

## Primes monétaires
Les primes monétaires de l'édition 2008-2009 ont été distribuées aux clubs terminant dans les 6 premières places, comme suit :
| Rang | Club               | Prime (en millions de MAD) |
| ---- | ------------------ | -------------------------- |
| 1    | Raja CA            | 1,5                        |
| 2    | Difaâ d'El Jadida  | 1,0                        |
| 3    | FAR de Rabat       | 0,9                        |
| 4    | Wydad AC           | 0,8                        |
| 5    | OC Khouribga       | 0,6                        |
| 6    | Moghreb de Tétouan | 0,5                        |

## Participants
Légende des couleurs
- Qualifié pour la Ligue des champions de la CAF 2009
- Qualifié pour la Coupe de la confédération 2009
- Qualifié pour la Ligue des champions arabes 2008-2009
- Promu de Botola 2 2007-2008

| Club                | Dernière montée | Classement 2007-2008 | Entraîneur         | Stade                      | Capacité |
| ------------------- | --------------- | -------------------- | ------------------ | -------------------------- | -------- |
| FAR de Rabat        | 1959            | 1                    | M'hamed Fakhir     | Stade Moulay-Abdallah      | 46 000   |
| Ittihad Khémisset   | 2000            | 2                    | Khalid Lemkhantar  | Stade du 18-Novembre       | 10 000   |
| Raja CA             | 1956            | 3                    | José Romão         | Stade Mohammed-V           | 60 000   |
| Hassania d'Agadir   | 1996            | 4                    | Eugen Moldovan     | Stade Al Inbiâate          | 10 000   |
| Difaâ d'El Jadida   | 2005            | 5                    | Jamal Sellami      | Stade El Abdi              | 10 000   |
| OC Khouribga        | 1995            | 6                    | Richard Tardy      | Stade du Phosphate         | 10 000   |
| Wydad AC            | 1942            | 7                    | Badou Zaki         | Stade Mohammed-V           | 60 000   |
| Moghreb de Tétouan  | 2005            | 8                    | Abderrahim Taleb   | Stade Saniat-Rmel          | 10 000   |
| Jeunesse El Massira | 1994            | 9                    | Fakhreddine Rajhi  | Stade Laghdaf              | 20 000   |
| Olympique de Safi   | 2004            | 10                   | Mbarek El Gueddani | Stade El Massira           | 10 000   |
| Maghreb de Fès      | 2006            | 11                   | Lamine Dieng       | Complexe sportif de Fès    | 45 000   |
| Kawkab de Marrakech | 2006            | 12                   | Hassan Benabicha   | Stade El Harti             | 20 000   |
| KAC de Kénitra      | 2007            | 13                   | Abdelkader Youmir  | Stade municipal de Kénitra | 15 000   |
| Mouloudia d'Oujda   | 2003            | 14                   | Abdelaziz Kerkache | Stade d'honneur d'Oujda    | 20 000   |
| AS Salé             | 2008            | Botola 2 2007-2008   | Youssef Lamrini    | Stade Boubker-Ammar        | 10 000   |
| SCC Mohammédia      | 2008            | Botola 2 2007-2008   | Abdellatif Anis    | Stade El Bachir            | 10 000   |

## Compétition

### Classement
| Rang | Équipe                          | Pts | J  | G  | N  | P  | Bp | Bc | Diff |
| ---- | ------------------------------- | --- | -- | -- | -- | -- | -- | -- | ---- |
| 1    | Raja de Casablanca              | 61  | 30 | 17 | 10 | 3  | 44 | 17 | +27  |
| 2    | Difaâ d'El Jadida               | 54  | 30 | 16 | 6  | 8  | 32 | 20 | +12  |
| 3    | FAR de Rabat T CdT              | 53  | 30 | 14 | 11 | 5  | 39 | 17 | +22  |
| 4    | Wydad AC                        | 50  | 30 | 13 | 11 | 6  | 26 | 17 | +9   |
| 5    | Olympique Club de Khouribga     | 46  | 30 | 12 | 10 | 8  | 26 | 25 | +1   |
| 6    | Moghreb de Tétouan              | 41  | 30 | 11 | 8  | 11 | 29 | 28 | +1   |
| 7    | Association sportive de Salé P  | 40  | 30 | 10 | 10 | 10 | 27 | 29 | -2   |
| 8    | Maghreb de Fès                  | 40  | 30 | 10 | 10 | 10 | 28 | 27 | +1   |
| 9    | Hassania d'Agadir               | 38  | 30 | 10 | 8  | 12 | 30 | 30 | 0    |
| 10   | Kawkab de Marrakech             | 36  | 30 | 7  | 15 | 8  | 28 | 31 | -3   |
| 11   | Olympique de Safi               | 34  | 30 | 6  | 16 | 8  | 25 | 28 | -3   |
| 12   | Jeunesse sportive El Massira    | 34  | 30 | 8  | 10 | 12 | 31 | 41 | -10  |
| 13   | Ittihad Zemmouri de Khémisset V | 33  | 30 | 7  | 12 | 11 | 22 | 29 | -7   |
| 14   | KAC de Kénitra                  | 31  | 30 | 8  | 7  | 15 | 24 | 34 | -10  |
| 15   | Mouloudia Club d'Oujda ↓        | 28  | 30 | 7  | 7  | 16 | 21 | 37 | -16  |
| 16   | Chabab Mohammédia P ↓           | 21  | 30 | 4  | 9  | 17 | 16 | 38 | -22  |

Qualifications africaines
- Ligue des champions de la CAF 2010
- Ligue des champions de la CAF 2010
- Coupe de la confédération 2010
- Coupe de la confédération 2010
- Relégation en Botola 2 2009-2010

Abréviations
T : Tenant du titre

V : Vice-champion

CdT : Vainqueur de la Coupe du Trône 2008-2009

P : Promus de Botola 2 2007-2008

### Résultats
| Résultats (▼dom., ►ext.)                                   | ASS | DHJ | FAR | HUSA | IZK | JSM | KAC | KACM | MAS | MAT | MCO | OCK | OCS | RCA | SCCM | WAC |
| AS Salé                                                    |     | 0-1 | 0-0 | 2-1  | 1-0 | 2-2 | 2-0 | 2-2  | 2-0 | 0-1 | 3-0 | 0-3 | 1-0 | 1-0 | 0-1  | 0-0 |
| Difaâ d'El Jadida                                          | 1-1 |     | 0-1 | 0-0  | 2-1 | 1-3 | 2-0 | 2-1  | 1-0 | 2-1 | 1-0 | 2-0 | 0-0 | 1-2 | 2-0  | 2-0 |
| FAR de Rabat                                               | 0-0 | 1-0 |     | 3-0  | 1-0 | 0-0 | 2-0 | 2-0  | 1-0 | 0-1 | 3-1 | 5-0 | 2-2 | 4-1 | 2-0  | 2-0 |
| Hassania d'Agadir                                          | 2-1 | 1-2 | 1-1 |      | 2-0 | 3-1 | 2-1 | 0-0  | 1-1 | 1-0 | 3-1 | 0-1 | 2-1 | 0-1 | 2-0  | 0-0 |
| Ittihad Khémisset                                          | 0-1 | 0-1 | 0-0 | 2-1  |     | 0-0 | 1-0 | 0-2  | 3-3 | 1-1 | 1-0 | 0-0 | 1-0 | 0-1 | 1-0  | 1-0 |
| Jeunesse El Massira                                        | 2-0 | 0-1 | 1-1 | 1-0  | 1-1 |     | 0-1 | 2-1  | 1-2 | 2-1 | 0-0 | 1-2 | 1-1 | 1-1 | 2-0  | 0-1 |
| KAC de Kénitra                                             | 2-1 | 1-0 | 1-0 | 1-2  | 1-1 | 2-1 |     | 1-1  | 1-2 | 1-2 | 0-2 | 0-0 | 1-1 | 1-3 | 2-1  | 0-1 |
| Kawkab de Marrakech                                        | 0-0 | 2-1 | 1-1 | 0-0  | 1-1 | 1-1 | 2-1 |      | 0-0 | 3-1 | 0-0 | 1-0 | 0-0 | 1-1 | 1-2  | 1-1 |
| Maghreb de Fès                                             | 1-1 | 1-1 | 0-2 | 1-0  | 2-3 | 3-0 | 1-3 | 0-0  |     | 2-2 | 4-1 | 1-0 | 1-0 | 0-1 | 1-0  | 0-0 |
| Moghreb de Tétouan                                         | 2-1 | 0-1 | 0-1 | 0-1  | 1-1 | 0-1 | 0-0 | 2-1  | 2-1 |     | 1-0 | 1-1 | 0-1 | 1-1 | 0-0  | 2-0 |
| Mouloudia d'Oujda                                          | 1-2 | 0-2 | 1-1 | 1-0  | 1-0 | 1-0 | 1-0 | 1-2  | 0-1 | 2-1 |     | 1-1 | 2-1 | 0-0 | 1-1  | 0-1 |
| Olympique de Khouribga                                     | 0-1 | 1-1 | 1-0 | 1-1  | 2-0 | 2-1 | 1-0 | 2-1  | 1-0 | 1-2 | 1-0 |     | 1-1 | 1-1 | 1-0  | 0-1 |
| Olympique de Safi                                          | 1-1 | 1-1 | 2-1 | 2-1  | 0-0 | 3-0 | 0-2 | 0-0  | 0-0 | 2-1 | 2-2 | 1-1 |     | 0-1 | 2-1  | 1-1 |
| Raja de Casablanca                                         | 4-0 | 1-0 | 3-1 | 2-1  | 1-0 | 5-0 | 0-0 | 4-1  | 1-1 | 1-1 | 1-0 | 2-0 | 0-0 |     | 4-0  | 0-1 |
| SCC Mohammédia                                             | 1-1 | 1-0 | 1-1 | 1-1  | 1-1 | 0-1 | 1-1 | 0-2  | 0-1 | 1-3 | 2-0 | 0-0 | 0-0 | 0-1 |      | 1-2 |
| Wydad AC                                                   | 1-0 | 0-1 | 0-0 | 2-1  | 0-0 | 3-3 | 1-0 | 3-0  | 0-0 | 0-0 | 2-1 | 0-1 | 3-0 | 0-0 | 2-0  |     |
| - Victoire à domicile - Match nul - Victoire à l'extérieur |     |     |     |      |     |     |     |      |     |     |     |     |     |     |      |     |

## Statistiques

### Meilleurs buteurs
| Rang | Joueur               | Club                | Buts |
| ---- | -------------------- | ------------------- | ---- |
| 1    | Mustapha Allaoui     | FAR de Rabat        | 14   |
| 2    | Hamza Abourazzouk    | Jeunesse El Massira | 10   |
| 3    | Mohsine Moutouali    | Raja de Casablanca  | 8    |
| 3    | Mohamed Belal Koko'o | Moghreb de Tétouan  | 8    |
| 5    | Aliou Kanté          | AS Salé             | 7    |
| 5    | Bi Goua Gohou        | Hassania d'Agadir   | 7    |
| 5    | Younès Houassi       | Moghreb de Tétouan  | 7    |

### Records de la saison
- Victoire la plus large : 5-0, RCA-JSM (6e journée)
- Victoire la plus large à l'extérieur : 1-3, KAC-RCA (5e journée) et MAS-KAC (15e journée)
- Plus grand nombre de buts dans un match : 6 buts, IZK-MAS (3-3, 12e journée)
- Plus grand nombre de buts sur une journée : 20 buts, 2e journée
- But le plus rapide de la saison : 1 minute, par Mohsine Moutouali, RCA-HUSA (30e journée)

## Sponsors des clubs
| Club                  | Équipementier | Principaux sponsors |
| --------------------- | ------------- | --- |
| AS Salé               | Adidas        | Redal |
| Chabab Mohammédia     | Adidas        | La Samir |
| Difaâ d'El Jadida     | Adidas        | Groupe OCP , Prodec , Fitco , Wafasalaf, Hyundai |
| FAR de Rabat          | Uhlsport      | |
| Hassania d'Agadir     | Adidas        | Afriquia Gaz, Coca-Cola , Lousra, Hotel Argana, ONP |
| Ittihad Khémisset     | Adidas        | |
| Jeunesse d'El Massira | Adidas        | Atlas, Vision |
| KAC de Kénitra        | Sarson Sports | Koutoubia, Jet Sakane |
| Kawkab de Marrakech   | Adidas        | Poste Maroc , KIA Motors, Dolidol , Coca-Cola, Kenzi Hotels , Aiguebelle , Hyundai , Super Sport, Menara Préfa |
| Maghreb de Fès        | Nike          | Ingelec , Coca-Cola, Hyundai , Super Sport , Tasty , Aiguebelle , Aza, Sidi Harazem |
| Moghreb de Tétouan    | Nike          | Goldvision , Coca-Cola, Hyundai , Super Sport |
| Mouloudia d'Oujda     | Baliston      | |
| OC Khouribga          | Joma          | Groupe OCP |
| Olympique de Safi     | Kipsta        | Groupe OCP , Fitco , AGTT |
| Raja de Casablanca    | Lotto         | Siera, Marsa Maroc, Hyundai, Coca-Cola, Ingelec , Wafasalaf , Assabah, Gaumar, Aswat, SOS Villages d'Enfants, Aiguebelle, Western Union, Koutoubia, Transatlas Sport Management, Planet Sport, Yadéco, Sidi Ali, Al Boustane, Maroc Industrie, Tube et Profil, Makita |
| Wydad AC              | Adidas        | Ingelec, KIA Motors, Bayer,Adidas,Hotel Ibis, Coca-Cola, Alliance Immobilier, Assabah , Super SportWafasalaf, Newmerique,Siera, ESSO Lubrifiant, Wafaimmobilier, Mobilia, Lavazza, PetromMaroc telecom, Imobility                                                     |

## Bilan de la saison
| Championnat du Maroc de football 2008-2009                        |                    |
| Champion                                                          | Raja CA (9e titre) |
| Coupes et trophées                                                |                    |
| Vainqueur de la Coupe du Trône 2008-2009                          | FAR de Rabat       |
| Qualifications continentales                                      |                    |
| Ligue des champions de la CAF 2010                                | Raja CA            |
| Ligue des champions de la CAF 2010                                | Difaâ d'El Jadida  |
| Coupe de la confédération 2010                                    | FAR de Rabat       |
| Coupe de la confédération 2010                                    | FUS de Rabat C     |
| Promotions et relégations                                         |                    |
| Promus en Championnat du Maroc de football                        | FUS de Rabat       |
| Promus en Championnat du Maroc de football                        | Wydad de Fès       |
| Relégués en Championnat du Maroc de football de deuxième division | Mouloudia d'Oujda  |
| Relégués en Championnat du Maroc de football de deuxième division | Chabab Mohammédia  |